# Murchad mac Diarmata
Murchad mac Diarmata (mort el 1070) va ser un monarca irlandès del regne de Leinster i el regne de Dublín, pertanyia a la dinastia Uí Cheinnselaig i hereu de Diarmait mac Maíl na mBó (mort el 1072). El van succeir com reis de Leinster el seu fill Domnall mac Murchada (mort el 1075), el seu germà Enna (mort el 1092) i el fill d'Enna, Diarmait (mort el 1098).
L'origen dels noms per a les famílies Mac Murchadha (MacMurrough) i MacMurrough-Kavanagh procedeix de Murchad. El seu net Dermot MacMurrough va ser rei de Leinster (1126-1171), conegut com l'home que va propiciar l'arribada dels cambro-normands a Irlanda.